# Liste der Biografien/Gris
Liste der Biografien |
Portal Biografien |
Personensuche
# |
A |
B |
C |
D |
E |
F |
G |
H |
I |
J |
K |
L |
M |
N |
O |
P |
Q |
R |
S |
T |
U |
V |
W |
X |
Y |
Z |
?
 
Ga |
Gb |
Gc |
Gd |
Ge |
Gf |
Gh |
Gi |
Gj |
Gk |
Gl |
Gm |
Gn |
Go |
Gp |
Gq |
Gr |
Gs |
Gu |
Gv |
Gw |
Gy |
Gz
 
Gra |
Grb–Grd |
Gre |
Grg |
Gri |
Grj |
Grk |
Grl |
Grm |
Gro |
Grs |
Gru |
Gry |
Grz
 
Gria |
Grib |
Gric |
Grid |
Grie |
Grif |
Grig |
Grij |
Grik |
Gril |
Grim |
Grin |
Grio |
Grip |
Gris |
Grit |
Griv |
Griw |
Grix |
Griz
Die Liste der Biografien führt alle Personen auf, die in der deutschsprachigen Wikipedia einen Artikel haben. Dieses ist eine Teilliste mit 144 Einträgen von Personen, deren Namen mit den Buchstaben „Gris“ beginnt.

## Gris
- Gris, Juan (1887–1927), spanisch-französischer Maler des KubismusJuan Gris (1887–1927)

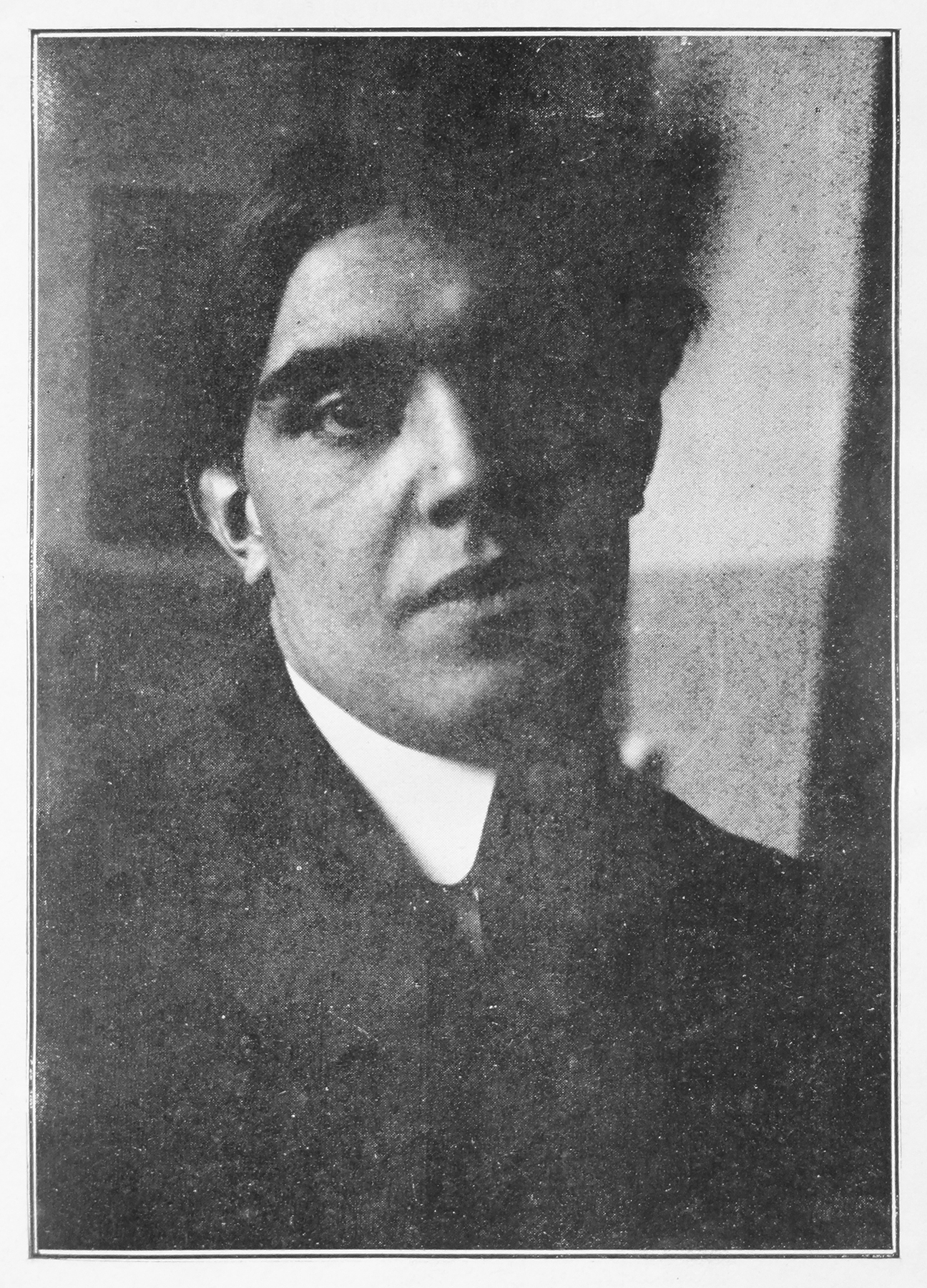
Juan Gris (1887–1927)

### Grisa
- Grisafi, Viviana (* 1998), deutsche Popsängerin
- Grisales Grisales, José Saúl (* 1964), kolumbianischer Geistlicher, römisch-katholischer Bischof von Ipiales
- Grisandi, Gianpaolo (1964–2025), italienischer Radrennfahrer
- Grisanty, Raúl, dominikanischer Bachatasänger
- Grisar, Albert (1808–1869), belgischer Komponist
- Grisar, Albert (1870–1930), belgischer Segler
- Grisar, Erich (1898–1955), deutscher Arbeiterdichter
- Grisar, Hartmann (1845–1932), Jesuit und Kirchenhistoriker
- Grisar, Josef (1886–1967), deutscher römisch-katholischer Theologe
- Grisard, Wilhelm, deutscher Orgel- und Klavierbauer in Kolberg in Hinterpommern
- Grisart, Jean-Louis Victor (1797–1877), französischer Architekt
- Grisaru, Marcus T. (* 1929), US-amerikanischer Physiker

### Grisc
- Grisch, Andreas (1879–1952), Schweizer Agrarwissenschaftler
- Grisch, Hans (1880–1966), deutscher Konzertpianist, Komponist, Dozent und Universitätsprofessor für Klavier und Musiktheorie
- Grischajewa, Nadeschda Sergejewna (* 1989), russische Basketballspielerin
- Grischanow, Wladimir Wassiljewitsch (* 1945), russischer Admiral
- Grischek, Frank (* 1971), deutscher Musiker und Kabarettist
- Grischin, Anatoli Kusmitsch (1939–2016), sowjetischer Kanute
- Grischin, Boris Dmitrijewitsch (* 1938), sowjetischer Wasserballspieler
- Grischin, Iwan Tichonowitsch (1901–1951), sowjetischer Generaloberst
- Grischin, Jewgeni Borissowitsch (* 1959), sowjetischer Wasserballspieler
- Grischin, Jewgeni Romanowitsch (1931–2005), russischer Eisschnellläufer
- Grischin, Wiktor Iwanowitsch (* 1951), russischer Wirtschaftswissenschaftler
- Grischin, Wiktor Wassiljewitsch (1914–1992), russischer Politiker
- Grischina, Oxana Jurjewna (* 1968), russische Radrennfahrerin
- Grischkat, Fabian (* 2000), deutscher Webvideoproduzent, Moderator und AktivistFabian Grischkat (* 2000)

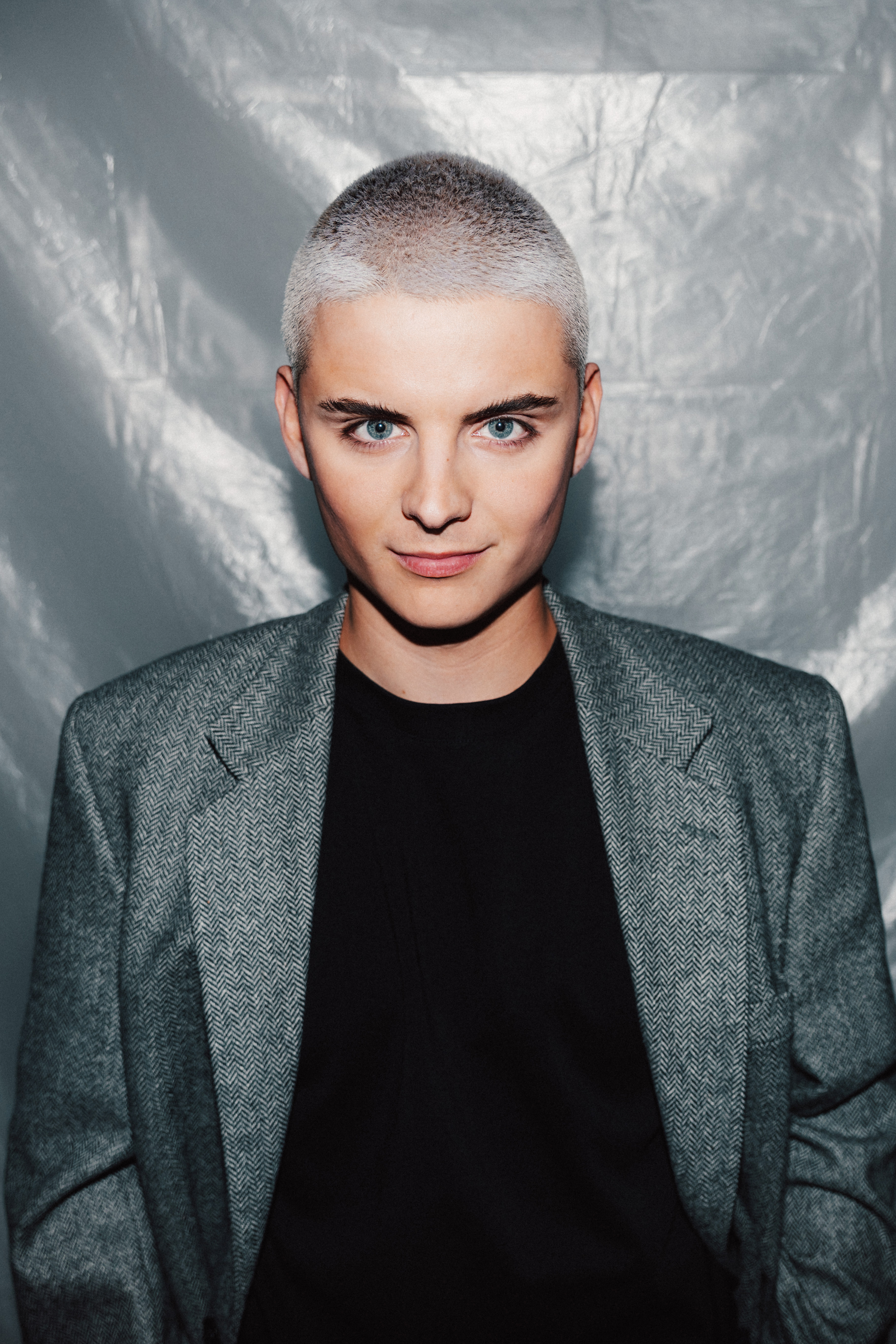
Fabian Grischkat (* 2000)

- Grischkat, Hans (1903–1977), deutscher Dirigent, Chorleiter und Kirchenmusiker
- Grischkin, Oleg Pawlowitsch (* 1975), russischer Radsportler
- Grischkowez, Jewgeni Walerjewitsch (* 1967), russischer Schriftsteller, Schauspieler und Regisseur
- Grischkowsky, Daniel R. (1940–2022), US-amerikanischer Physiker
- Grischok, Paul (* 1986), deutsch-polnischer Fußballspieler
- Grischow, August Nathanael (1726–1760), deutscher Mathematiker und Astronom
- Grischow, Augustin (1683–1749), deutscher Mathematiker und Meteorologe
- Grischow, Carl Christoph (1793–1860), deutscher Apotheker
- Grischow, Johann Heinrich (1678–1754), deutscher Theologe und Übersetzer
- Grischtschenkow, Wassili (* 1958), sowjetischer Dreispringer
- Grischtschuk, Alexander Igorewitsch (* 1983), russischer Schachspieler
- Grischtschuk, Oxana Wladimirowna (* 1972), russische Eiskunstläuferin
- Grischutina, Anastassija (* 1988), russische klassische Pianistin
- Griscom, John (1774–1852), US-amerikanischer Pädagoge
- Griscom, Lloyd C. (1872–1959), US-amerikanischer Anwalt, Diplomat und Herausgeber
- Griscom, Ludlow (1890–1959), US-amerikanischer Ornithologe und Botaniker

### Grisd
- Grisdale, John (* 1948), kanadischer Eishockeyspieler und -funktionär

### Grise
- Grisebach, Agnes-Marie (1913–2011), deutsche Schriftstellerin
- Grisebach, Anna (* 1974), deutsche Schauspielerin, Hörbuch- und SynchronsprecherinAnna Grisebach (* 1974)

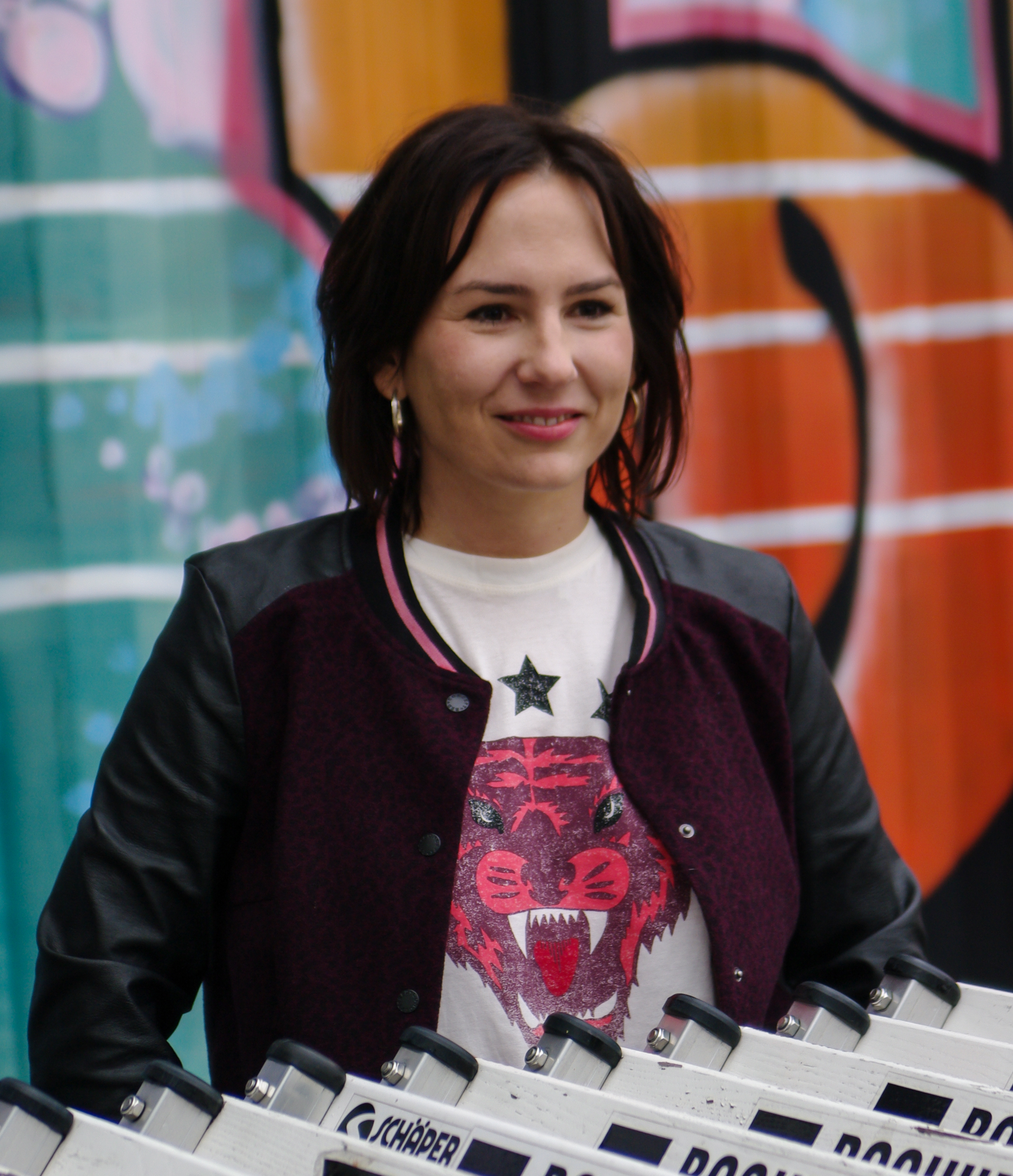
Anna Grisebach (* 1974)

- Grisebach, August (1814–1879), deutscher Botaniker und Hochschullehrer
- Grisebach, August (1881–1950), deutscher Kunsthistoriker
- Grisebach, Eberhard (1880–1945), deutscher Philosoph
- Grisebach, Eduard (1845–1906), deutscher Diplomat, Schriftsteller, Literaturwissenschaftler und Bibliophile
- Grisebach, Hanna (1899–1988), deutsche Kunsthistorikerin, Galeristin und Schriftstellerin
- Grisebach, Hans (1848–1904), deutscher Architekt
- Grisebach, Hans (1926–1990), deutscher Biochemiker
- Grisebach, Lothar (1910–1989), deutscher Maler
- Grisebach, Lucius (* 1942), deutscher Kunsthistoriker und Kurator
- Grisebach, Ludolf (1905–1973), deutscher Filmeditor
- Grisebach, Peter, deutscher Regisseur und Theater-Intendant
- Grisebach, Valeska (* 1968), deutsche FilmregisseurinValeska Grisebach (* 1968)

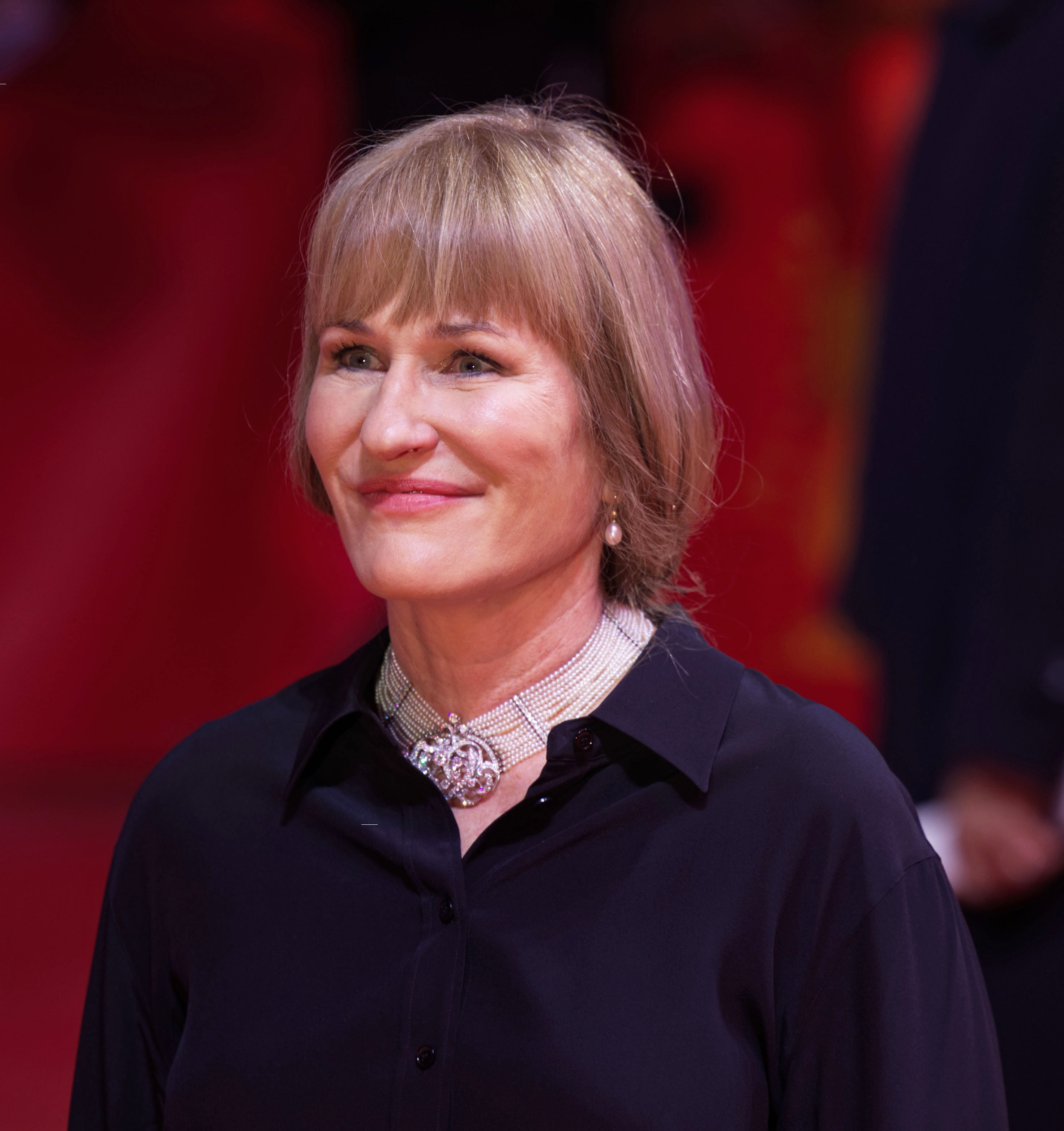
Valeska Grisebach (* 1968)

- Grisel, Adolphe (1872–1942), französischer Leichtathlet und Turner
- Grisel, Joseph (1703–1787), französischer asketischer Schriftsteller und Geistlicher
- Grisel, Matys (* 2005), französischer Radrennfahrer
- Griselini, Francesco (1717–1787), italienischer Gelehrter, Naturwissenschaftler, Reisender und Banater Geschichtsschreiber
- Griset de Forell, Franz Joseph Nikolaus (1701–1786), Malteserritter, Prinzenerzieher, kursächsischer Hofmarschall und Minister
- Griset de Forell, Johann Joseph (1741–1820), Hauptmann der Schweizergarde in Kursachsen sowie sächsischer General der Infanterie und Prinzenerzieher
- Griset, Catherine (* 1972), französische Rechtsanwältin und Politikerin (RN), MdEP
- Grisey, Gérard (1946–1998), französischer Komponist

### Grish
- Grisha, Gehad (* 1976), ägyptischer Fußballschiedsrichter
- Grisham, John (* 1955), US-amerikanischer Anwalt, Politiker und SchriftstellerJohn Grisham (* 1955)

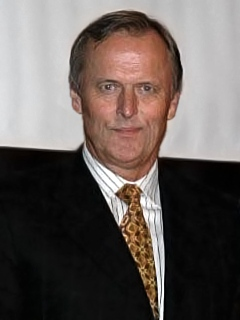
John Grisham (* 1955)

- Grisham, Stephanie (* 1976), US-amerikanische Politikberaterin und Pressesprecherin
- Grisham, Todd (* 1976), US-amerikanischer Sportjournalist
- Grisham, Wayne R. (1923–2011), US-amerikanischer Politiker
- Grishin, Sergey (1966–2023), russisch-amerikanischer Milliardär, Ingenieur und Entwickler

### Grisi
- Grisi, Carlotta (1819–1899), italienische Tänzerin, Ballerina
- Grisi, Giuditta (1805–1840), italienische Opernsängerin (Mezzosopran)
- Grisi, Giulia (1811–1869), italienische Opernsängerin (dramatischer Sopran)
- Grisius, Louis (1936–2011), luxemburgischer Radrennfahrer

### Grisk
- Griška, Gustas (* 2001), litauischer Dreispringer
- Griškevičius, Domas (* 1985), litauischer sozialdemokratischer Politiker, Vizebürgermeister von Šiauliai
- Griškevičius, Petras (1924–1987), sowjetischer Politiker Sowjetlitauens
- Grisko, Michael (* 1971), deutscher Literaturwissenschaftler, Medienwissenschaftler und Kulturmanager
- Griškonis, Mindaugas (* 1986), litauischer Ruderer

### Grisl
- Grislawski, Jürgen (* 1955), deutscher Maler

### Grism
- Grisman, Alexander Alexandrowitsch (1980–2008), russischer Sommerbiathlet
- Grisman, David (* 1945), US-amerikanischer Mandolinespieler und Komponist
- Grismer, Jesse Leland (* 1983), US-amerikanischer Herpetologe
- Grismer, Larry Lee (* 1955), US-amerikanischer Herpetologe

### Griso
- Griso, Federigo (1507–1570), italienischer Hippologe
- Grisodubow, Stepan Wassiljewitsch (1884–1965), russisch-sowjetischer Flugzeugbauer und Pilot
- Grisodubowa, Walentina Stepanowna (1909–1993), sowjetische Pilotin
- Grisolia, Davide (* 1993), italienischer Filmregisseur, Drehbuchautor und Filmeditor
- Grisolía, Vicente (1924–2011), dominikanischer Pianist
- Grison, Claude (* 1960), französische Chemikerin
- Grison, François-Adolphe (1845–1914), französischer Landschafts-, Porträt- und Genremaler
- Grison, Gabriel Émile (1860–1942), französischer Geistlicher und Apostolischer Vikar von Stanley Falls
- Grison, Jules (1842–1896), französischer Komponist
- Grisoni, Elisa (* 2004), italienische Ruderin
- Grisot, Eugène (1867–1954), französischer Bogenschütze
- Grisot, Jean Urbain († 1772), französischer katholischer Theologe

### Griss
- Griss, G. F. C. (1898–1953), niederländischer Mathematiker und Philosoph
- Griss, Irmgard (* 1946), österreichische Juristin, OGH-Präsidentin und PolitikerinIrmgard Griss (* 1946)

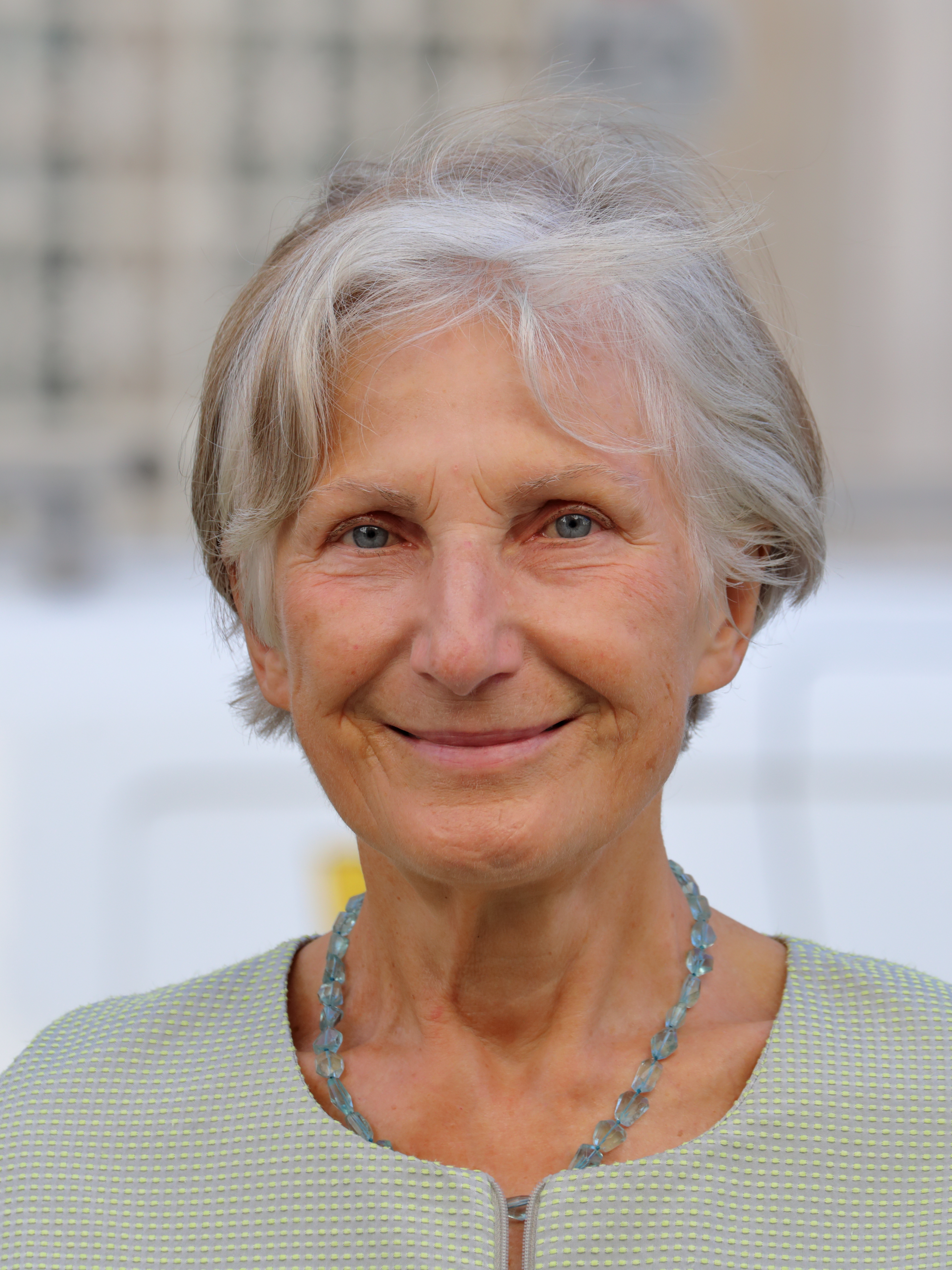
Irmgard Griss (* 1946)

- Griß, Rudolf (1914–2006), österreichischer Rechtsanwalt, Konsul der Föderativen Republik Brasilien und Multifunktionär
- Grissemann, Christoph (* 1966), österreichischer Satiriker, (Radio-)Moderator und Kabarettist
- Grissemann, Ernst (1934–2023), österreichischer Radiosprecher, Fernseh- und Radiojournalist, Schauspieler
- Grissemann, Johann (1831–1892), österreichischer Bildhauer
- Grissemann, Oskar (1889–1952), österreichischer Ingenieur
- Grissemann, Stefan (* 1964), österreichischer Filmkritiker und Journalist
- Grissemann, Wilhelm (* 1944), österreichischer Politiker (FPÖ), Landtagsabgeordneter, Mitglied des Bundesrates
- Grissett, Danny (* 1975), amerikanischer Jazzmusiker (Piano, Komposition)
- Grissmann, Johannes (* 1983), österreichischer Fußballspieler
- Grissmann, Werner (* 1952), österreichischer Skirennläufer
- Grissold, Robert († 1604), englischer Laienkatholik, Märtyrer und Seliger der katholischen Kirche
- Grissom, Dan († 1963), US-amerikanischer Jazz-Sänger und Saxophonist
- Grissom, Gus (1926–1967), US-amerikanischer AstronautGus Grissom (1926–1967)

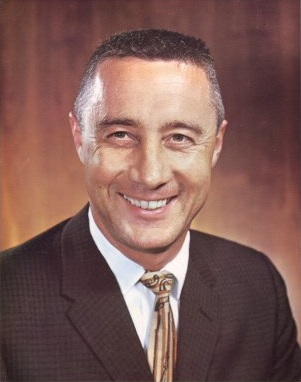
Gus Grissom (1926–1967)

- Grissom, Jimmy, US-amerikanischer Jazz- und Rhythm- und Blues-Sänger
- Grisson, Rulemann Carl Edmund (1838–1902), deutscher Kaufmann und Politiker, MdHB

### Grist
- Grist, Garett (* 1995), kanadischer Automobilrennfahrer
- Grist, Nicky (* 1961), walisischer Rallye-Beifahrer
- Grist, Reri (* 1932), US-amerikanische Opernsängerin (Sopran/Koloratursopran)
- Gristina, Salvatore (* 1946), italienischer Geistlicher, emeritierter römisch-katholischer Erzbischof von Catania

### Grisu
- Grišuņins, Nikolajs (* 1984), lettischer Boxer

### Grisw
- Griswold, Alexander Brown (1907–1991), US-amerikanischer Historiker und Thaiist
- Griswold, Alexander Viets (1766–1843), Presiding Bishop der Episcopal Church in the USA
- Griswold, Charles L. (* 1951), US-amerikanischer Philosoph und Philosophiehistoriker
- Griswold, Dwight (1893–1954), US-amerikanischer Politiker
- Griswold, Erwin (1904–1994), US-amerikanischer Jurist, Hochschullehrer und United States Solicitor General
- Griswold, Florence (1850–1937), US-amerikanische Lehrerin und Kunstförderin
- Griswold, Francis H. (1904–1989), US-amerikanischer Generalleutnant
- Griswold, Frank (1937–2023), US-amerikanischer Geistlicher, Oberhaupt der Episcopal Church in den Vereinigten Staaten
- Griswold, Gaylord (1767–1809), US-amerikanischer Jurist und Politiker
- Griswold, George (1794–1857), US-amerikanischer Politiker
- Griswold, Glenn (1890–1940), US-amerikanischer Politiker
- Griswold, Harry W. (1886–1939), US-amerikanischer Politiker
- Griswold, John Ashley (1822–1902), US-amerikanischer Jurist und Politiker
- Griswold, John Augustus († 1872), US-amerikanischer Politiker
- Griswold, Kelsey (* 1992), US-amerikanisches Model und Schauspielerin
- Griswold, Matthew (1714–1799), US-amerikanischer Politiker und Jurist
- Griswold, Matthew (1833–1919), US-amerikanischer Politiker
- Griswold, Morley (1890–1951), US-amerikanischer Politiker
- Griswold, Oscar (1886–1959), US-amerikanischer General
- Griswold, Ralph E. (1934–2006), US-amerikanischer Informatiker
- Griswold, Roger (1762–1812), US-amerikanischer Politiker und Jurist
- Griswold, Rufus Wilmot (1815–1857), US-amerikanischer Verleger, Literaturkritiker und Schriftsteller
- Griswold, Samuel (1790–1867), US-amerikanischer Industriepionier
- Griswold, Stanley (1763–1815), US-amerikanischer Politiker